# Janus Pannonius
Janus Pannonius (latin: Janus Pannonius, kroatiska: Ivan Česmički eller Jan Panonac, ungerska: Csezmicei, János), egentligen Ivan Česmički , född 29 augusti 1434 i Čazma, död 1472 i Medvedgrad, var en kroatisk-ungersk humanist, diktare, ambassador och biskop.

## Biografi
Pannonius föddes i vad som idag är Kroatien, då i personalunion med Ungern. Hans far var etnisk kroat och hans mor etnisk ungerska. Han började skriva under studieåren i Italien, framför allt epigram och panegyriska sånger på latin. Han skrev främst vemodiga elegier om ungerska landskap, fosterlandskärlek och enkla mänskliga känslor. Han anses ha varit en av de mest framstående poeterna under den kroatiska och ungerska renässansen samt haft ett avgörande inflytande på den vidare utvecklingen av ungersk profan diktning. Den första samlade utgåvan av hans verk gavs ut 1784.

### Fotnoter
1. 1 2 3 4  Hrvatski biografski leksikon, 1983, Hrvatski biografski leksikon-ID: janus-pannonius.[källa från Wikidata]
2. 1 2 3  Katalog der Deutschen Nationalbibliothek, Deutsche Nationalbibliotheks katalog-id-nummer: 119169959, läst: 25 augusti 2023.[källa från Wikidata]
3. 1 2  Catholic Hierarchy person-ID: janosp.[källa från Wikidata]
4. ↑  Croatia.eu Arkiverad 23 september 2015 hämtat från the Wayback Machine. – Miroslav Krleža-intitutet (engelska)
5. ↑  ”Janus Pannonius”. Store norske leksikon. http://snl.no/Janus_Pannonius. Läst 10 november 2013.